# Вольтурара-Аппула
Вольтурара-Аппула (итал. Volturara Appula) — коммуна в Италии, располагается в регионе Апулия, в провинции Фоджа.
Население составляет 571 человек (2008 г.), плотность населения составляет 11 чел./км². Занимает площадь 52 км². Почтовый индекс — 71030. Телефонный код — 0881.
Покровителями коммуны почитаются святой апостол и евангелист Лука, празднование 18 октября, и святой Бенедикт.

## Демография
Динамика населения:

## Администрация коммуны
- Официальный сайт: